# Dendera
Dendera (arabsko دندرة‎ Dandarah ali  Denderah, grško Tentiris ali Tentira, koptsko Tentore), antični Iunet, je majhno mesto v Egiptu na zahodnem bregu Nila približno 5 km južno od Qene in približno 60 km severno od Luksorja.

## Zgodovina
Dendera je izolirano mesto na robu puščave, oddaljeno približno 2,5 km od sodobne Dendere. Znana je predvsem po večinoma grško-rimskem tempeljskem kompleksu, ki se je v Starem Egiptu imenoval Iunet ali Tantere.  Sodobno arabsko mesto je zgrajeno na starodavnem mestu Ta-ynt-netert, kar pomeni »Ona od božanskega stebra«. V grškem obdobju Egipta se je mesto imenovalo Tentira.  Kot upravno središče 6. noma Gornjega Egipta se je imenovala tudi Nikentori ali Nitentori, kar pomeni vrbov les ali vrbova zemlja. Nekateri znanstveniki so prepričani, da ime izhaja iz boginje neba in plodnosti Hator, povezane z grško Afrodito, ki je bila najbolj čaščena boginja v mestu.  Uradno božanstvo mesta je bil krokodil. Krokodila so kot sveto žival častili tudi v drugih egipčanskih mestih, zlasti v Ombosu.

### Cerkvena zgodovina
Po rimski zasedbi Egipta je Tentiris postal del poznorimske province Thebais Secunda (Druga tebanska provinca) in škofija. O zgodovini krščanstva v tej regiji je malo znanega. Znani sta samo imeni dveh škofov:
- Pahomija Velikega z začetka 4. stoletja n. št.
- Serapiona (ali Apriona), Pahomijevega sodobnika

Mesto je svoje sedanje arabsko ime Dendera dobilo v poznem osmanskem obdobju.

## Tempeljski kompleks
Denderski tempeljski kompleks s templjem boginje Hator je eden od najbolj ohranjenih ali celo najbolj ohranjen kompleks v Gornjem Egiptu. Celoten kompleks meri 40.000 m2 in je obzidan z zidaki iz blata.  Najstarejše ohranjene zgradbe so iz obdobja Ptolemajske dinastije. Kompleks je v rimskem obdobju dopolnil rimski cesar Tiberij, vendar na temeljih starejših zgradb iz v obdobju faraona  Kufuja (Keopsa) iz Četrte egipčanske dinastije (okoli 2613-okoli 2494 pr. n. št.).  Tempelj je zgradil faraon Pepi I. (2332–2283 pr. n. št.).
Tempelj je nekoč slovel po Denderskem zodiaku, ki je zdaj razstavljen v pariškem Louvreu. V kompleksu so tudi manjše faraonske in rimske kapele (mammisi), ruševine koptske cerkve in majhna kapela iz rimskega ali ptolemajskega obdobja, posvečena boginji Izidi. Ob templju je sodobno središče za obiskovalce, bazar in majhna kavarna.

## Podnebje
Dendera ima po Köppenovi klasifikaciji podnebij vroče puščavsko podnebje BWh) s stalnim stabilnim visokim zračnim tlakom in zato skozi celo leto veliko sonca. Povprečna letna temperatura je 22,8°C. V povprečju je najbolj hladen mesec januar s povprečno temperaturo 12.8°C, najbolj vroč pa junij s povprečno temperaturo 30.6°C.

## sklici
1. ↑  Linguistic Bibliography. blonline.nl.
2. ↑   Félix Teynard:
Dendérah (Tentyris), Temple d'Athôr - Face Postérieure - Cléopatre et Cæsarion, The Metropolitan Museum of Art. metmuseum.org.
3. ↑  Philae-Data: 
Iunet (Dendera), ancientworlds.net. Arhivirano iz izvirnika 17. maja 2008.
4. ↑  Dandara, Egypt Köpen Climate Classification (Weatherbase). Weatherbase. Dandara, Egypt Köpen Climate Classification (Weatherbase). Weatherbase.